# Fombio
Fombio (Fùmbi in dialetto lodigiano) è un comune italiano di 2 275 abitanti della provincia di Lodi in Lombardia.

## Geografia fisica

### Territorio
Pur estendendosi su di un territorio pianeggiante, il comune di Fombio è leggermente sollevato rispetto alla pianura che lo separa da Piacenza.
Anche se storicamente il luogo è stato molto legato al Po, oggi il letto del Grande Fiume scorre ad alcuni chilometri di distanza dal centro del paese.
Fombio conserva però un suo corso d'acqua: il Brembiolo. Esso nasce ad Ossago Lodigiano, passa ad oriente di Brembio ed attraversa Casalpusterlengo, fino ad intersecare il terrazzo padano a Fombio, entrando successivamente nel Colatore Mortizza che terminerà il suo corso nel Po a Mezzana Casati. 

## Storia
Dal 723, dopo la donazione del re longobardo Liutprando, fu possedimento del monastero colombaniano pavese di San Pietro in Ciel d'Oro. Passò poi nel 1226 al podestà di Piacenza e nel 1299 divenne feudo di Alberto Scotti (o Scoto), che vi costruì un castello.
Il centro anticamente era chiamato Flumpo o Flumbo dalla contrazione di Ad Flumen Padum (Al Fiume Po). Il toponimo pare debba porsi in relazione con la vicinanza al fiume: lo sperone su cui sorge il castello era il punto d'incontro tra la Via Emilia ed il Po.
Pare che Fombio sia stato rifondato come Amfenengo, toponimo che ne ricondurrebbe l'origine ai Longobardi, mentre quando il paese ha fatto parte del dominio della città di Piacenza, è stato conosciuto come Fombio Piacentino.
Nel corso dei secoli, il castello di Fombio fu protagonista d'importanti azioni di guerra. Agli inizi del Cinquecento il paese fu dato alle fiamme dai Landi, nell'ampio scenario delle battaglie tra guelfi, schieramento al quale appartenevano gli Scotti feudatari di Fombio, ed i ghibellini. Successivamente il castello divenne oggetto di contesa con i Trivulzio di Retegno.

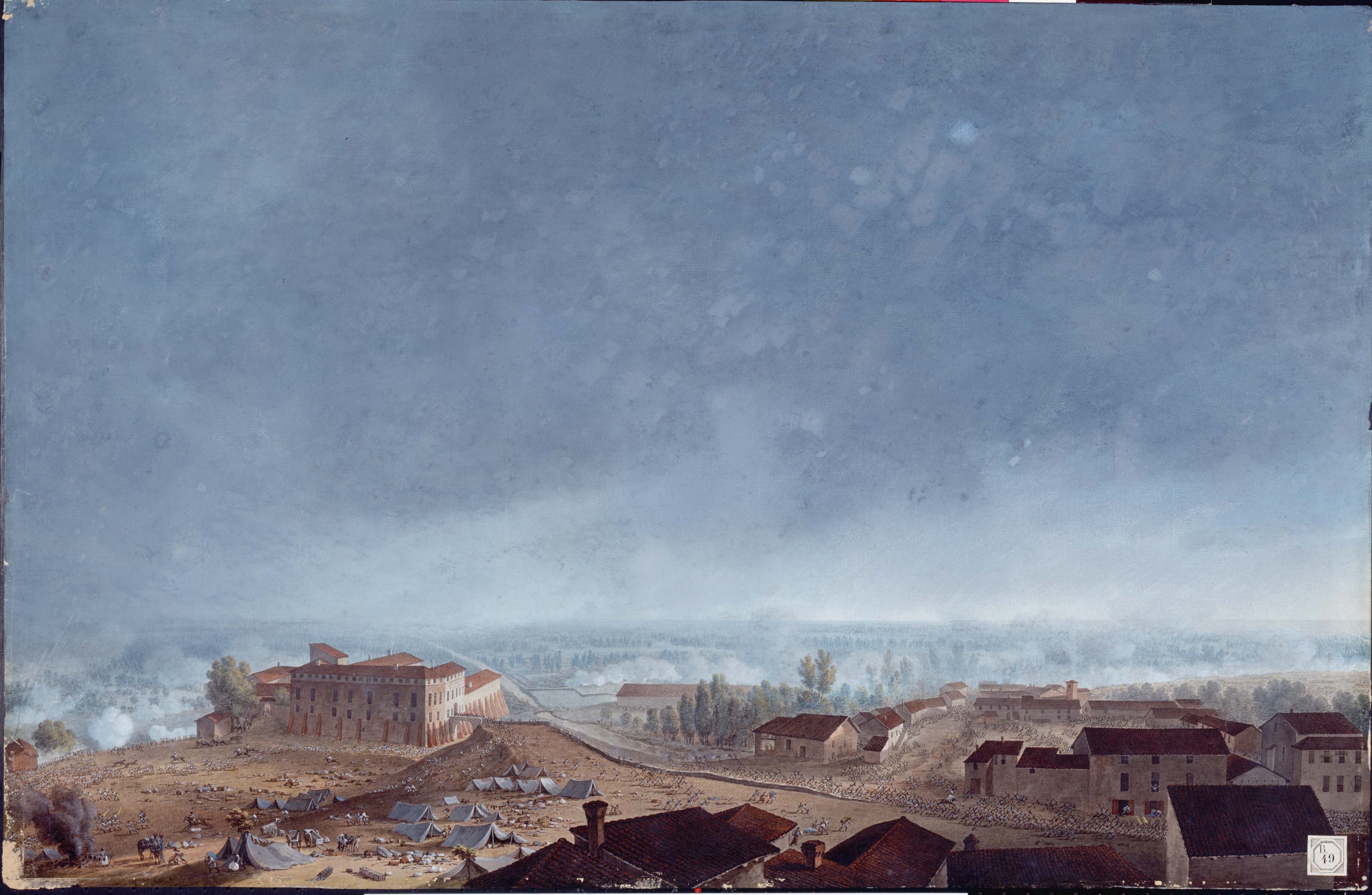
La Battaglia di Fombio dell'8 maggio 1796, Giuseppe Pietro Bagetti

Il territorio di Fombio verso il comune di Guardamiglio fu il campo di battaglia di uno dei primi combattimenti fra le forze repubblicane francesi contro gli austriaci in Lombardia, durante la campagna napoleonica del 1796. Il combattimento vide fronteggiarsi un'avanguardia di più di cinquemila granatieri francesi al comando del Generale Jean Lannes, ed un manipolo di austriaci.
Sciamati nel lodigiano dopo aver superato il Po a Piacenza, le truppe transalpine si trovarono ad affrontare un gruppo di austriaci al comando del Generale Lipthay che tentarono disperatamente d'arginare l'onda dell'esercito nemico.
Penalizzati da una difesa male organizzata e da un esiguo numero di effettivi, gli austriaci furono messi in fuga riparando nel paese di Pizzighettone, mentre i francesi raggiunsero Codogno.
Le perdite da parte austriaca furono più di 500 uomini tra morti e prigionieri, oltre a 20 pezzi d'artiglieria. Tra i francesi morì sotto fuoco amico, per una pallottola vagante che lo colpi al petto, il Generale Amédée de la Harpe.
Nel 1797, proclamata la Repubblica Cisalpina, il Comune fu unito al Lodigiano, entrando a far parte del Dipartimento dell'Adda.
Una parte del Comune è occupata dal territorio di Retegno, che ora è frazione di Fombio, ma che fu Imperial Baronia e feudo dell'antica famiglia dei Trivulzio, poi Gallio Trivulzio fino alla loro estinzione nel 1769.
Al referendum istituzionale del 1946, gli elettori fombiesi scelsero in maggioranza la Repubblica col 63,3% (708 voti) e solo il 36,6% scelse la monarchia (410 voti).

### Simboli
Il gonfalone è un drappo partito di rosso e di azzurro.

## Monumenti e luoghi d'interesse
- Castello Douglas Scotti

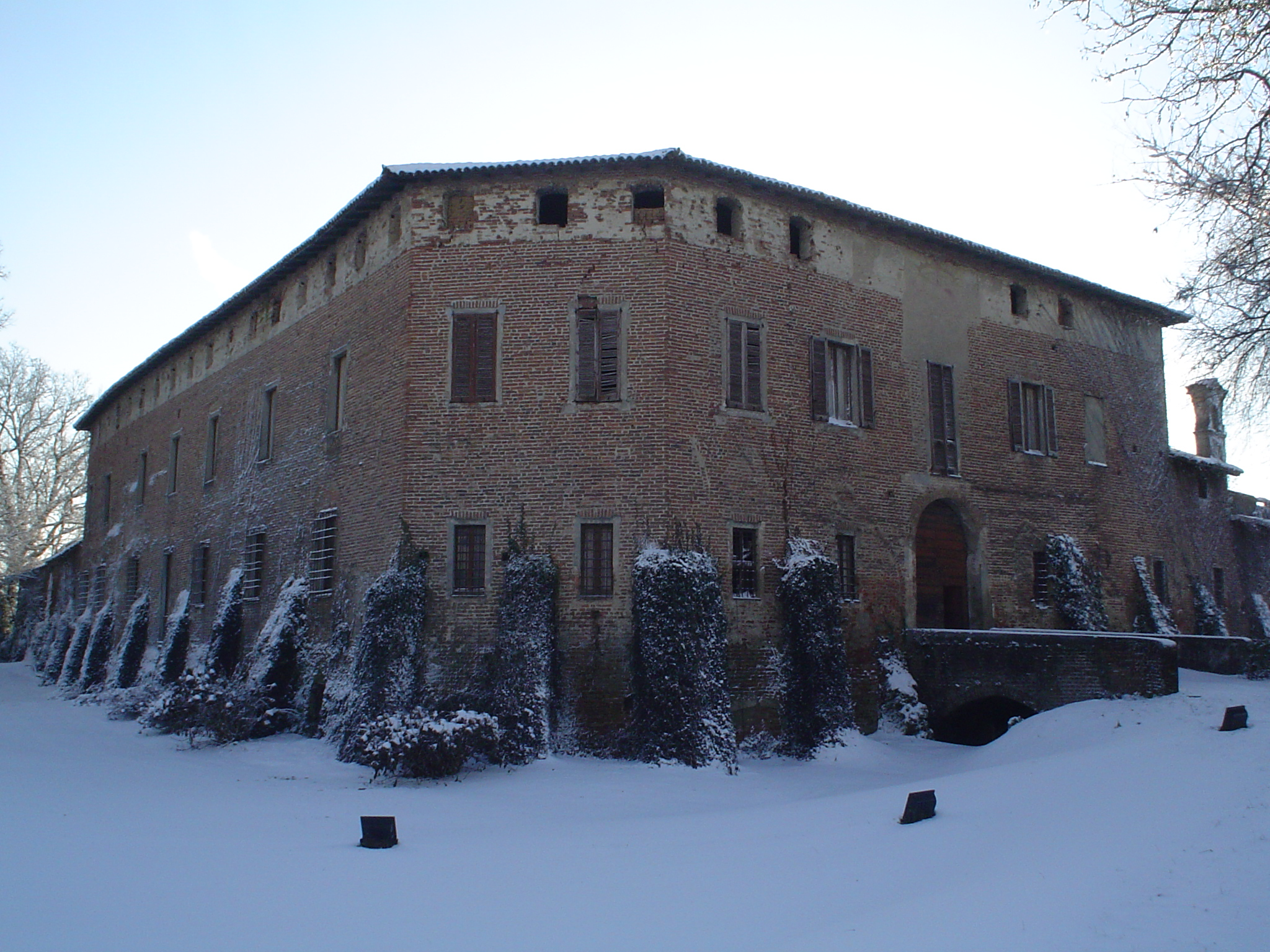
Il Castello Douglas Scotti di Fombio durante una nevicata

Il castello fu edificato da Alberto Scotti agli inizi del sec. XIV, in posizione dominante sulla bassura fluviale del Po per essere rimaneggiato nel corso dei secoli, sino alla cessione dei Douglas Scotti. Dal punto di vista architettonico, il castello presenta una massiccia mole con pianta ad U aperta verso la pianura, delimitata da possenti mura di mattoni. I fossati difensivi che lo circondavano col tempo si sono colmati. Numerosi, soprattutto del Settecento, sono i rimaneggiamenti ai quali fu sottoposto l'originario nucleo trecentesco. A questo periodo appartengono l'ampio porticato che dà sul cortile d'onore e la veranda che collega le due ali del castello.
I locali d'ingresso al pianterreno, conservano nei sottarchi e sulle pareti tracce di affreschi risalenti al XVII secolo.
L'edificio, di proprietà comunale, è stato recentemente restaurato nella sua parte aperta al pubblico.
- Chiesa dei SS. Pietro, Paolo e Colombano Abate

La chiesa parrocchiale di Fombio fu fondata in onore dei Santi Pietro, Paolo e Colombano Abate nel maggio del 1390 per volere di Alberto Scotti.
Nei decenni successivi, un progressivo decadimento strutturale ed il fatto d'essere divenuto un edificio di culto ormai incapace d'accogliere la crescente popolazione del paese, imposero nel 1621, una radicale opera di ristrutturazione finalizzata ad offrirne una nuova veste estetica e strutturale, per renderla più funzionale alle mutate esigenze dei fedeli.
Una seconda opera d'ampliamento, avvenuta nel Novecento, contribuì a donare all'intera costruzione l'aspetto dei nostri giorni.
Il 31 ottobre 1928, un devastante crollo che ne distrusse parzialmente la cupola, obbligò ad un'urgente ristrutturazione. L'opera svolta di concerto e la grande quantità di risorse impiegate, non impedirono che l'intera struttura, già funestata dal cedimento strutturale dei primi del Novecento, cadesse vittima di un secondo e più distruttivo crollo nel 1974.
Fu in occasione degli ultimi lavori di messa in sicurezza e ricostruzione dell'edificio che avvenne l'incredibile scoperta. All'esterno di quello che, con molta probabilità, era il perimetro dell'originaria costruzione del 1390, fu rinvenuto un discreto quantitativo d'ossa, benché non fossero visibili tracce di tombe o luoghi di sepoltura in genere.
A destare perplessità furono soprattutto la bassa statura dei corpi riportati alla luce e la strana conformazione delle ossa, di dimensioni grosse e anomale.
All'interno della parte più antica della chiesa furono scoperte quattro stanzette costruite in cotto e dal soffitto a volta, al cui interno si celava un discreto quantitativo di resti umani frammisti a calce, tra i quali sorprendeva lo scheletro praticamente integro di una donna sul cui teschio resisteva una lunga treccia di capelli neri.
All'interno dell'edificio crollato, furono trovate anche quattro tombe lunghe due metri e venti centimetri ed alte un metro.
In due di queste, convertite ad ossario, erano conservati due corpi quasi integri. Una delle salme, rinvenuta rivolta verso l'ingresso principale della chiesa, era rivestita di paramenti sacri, fibbie ed una parrucca color rame probabilmente risalente al Settecento. L'altra, collocata ai piedi della gradinata del presbiterio, era rivolta verso l'altare ed indossava alla moda spagnola, calze al polpaccio e pantaloni legati sotto il ginocchio.
Attualmente la chiesa si caratterizza per un'armoniosa facciata eclettica che fonde elementi barocchi a volumi neoclassici, divisa in due piani e coronata da un frontone cuspidato. L'interno, a croce latina, è sormontato dalla cupola nei cui pennacchi sono rappresentati in quattro affreschi gli Evangelisti. Nel catino absidale è affrescato Cristo che consegna le chiavi a San Pietro.
- Portale della Zecca della Famiglia Trivulzio

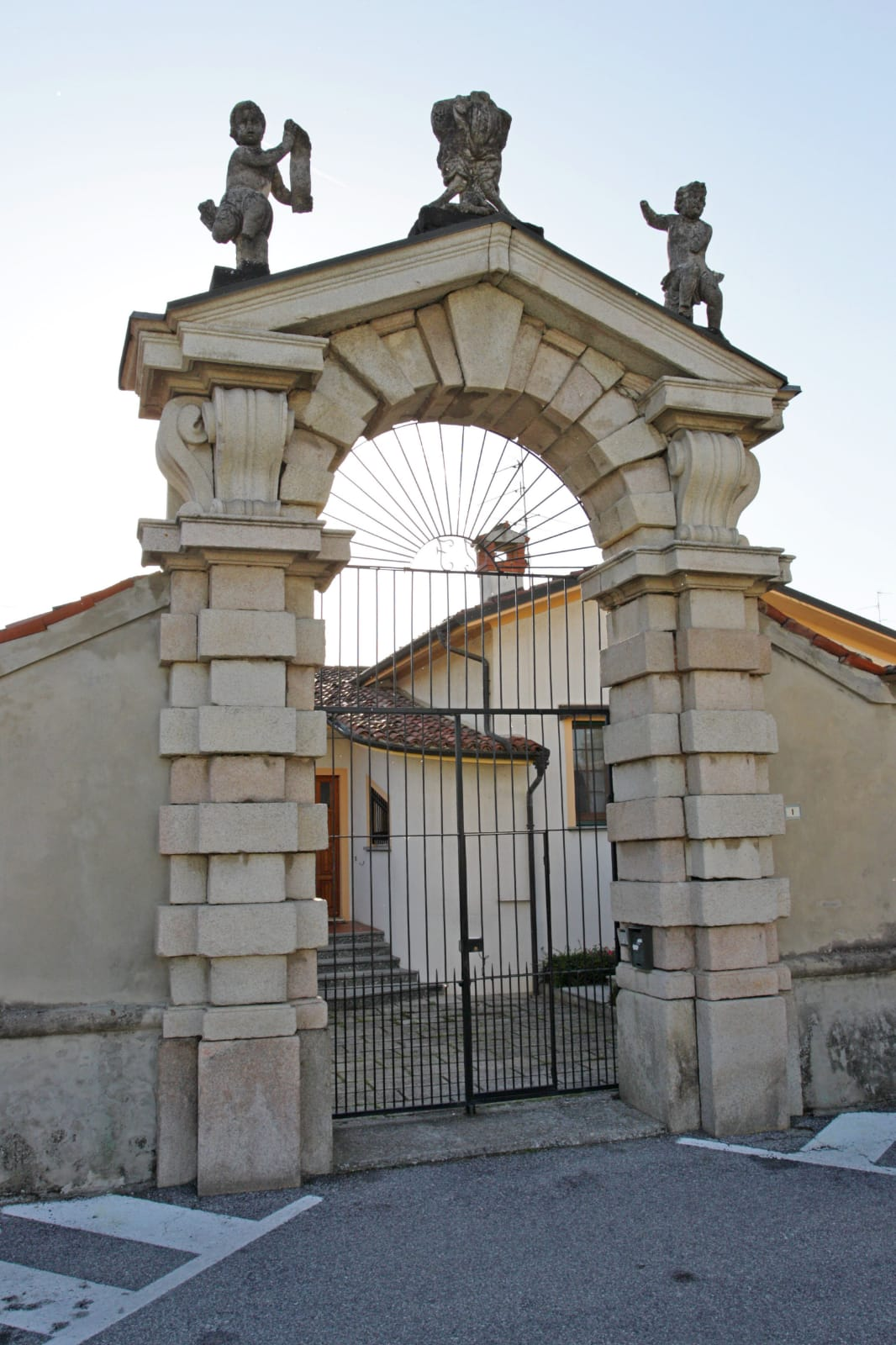
Portale della Zecca

Nella frazione di Retegno è visibile il portale della Zecca appartenuta alla famiglia Trivulzio. La struttura baroccheggiante cuspidata e sormontata da statue, attualmente costituisce l'accesso ad un fabbricato ad uso di residenza privata.
Il portale fu concepito dall'ingegnere piacentino Giovanni Battista Barattieri, noto anche per aver realizzato le chiese di Santa Maria delle Grazie e San Teodoro a Codogno.
- Chiese e Cascine

Le altre chiese del Comune sono quelle di S. Isidoro e della Beata Vergine Maria Lauretana, entrambe a Retegno.
Nelle immediate vicinanze del paese sorgono alcune cascine erette tra la fine dell'Ottocento ed i primi del Novecento, caratterizzate dalla tipica struttura squadrata e dall'utilizzo di mattoni faccia a vista. Fra queste spicca il cascinale Primi, una vecchia casera dove si faceva il formaggio.

## Società

### Evoluzione demografica
Abitanti censiti

### Etnie e minoranze straniere
Al 31 dicembre 2008 gli stranieri residenti nel comune di Fombio in totale sono 118, pari al 5,77% della popolazione. Tra le nazionalità più rappresentate troviamo:
| Paese   | Popolazione (2008) |
| ------- | ------------------ |
| Albania | 29                 |
| Marocco | 29                 |
| Romania | 18                 |

## Cultura

### Cucina
Il piatto tipico della cucina fombiese è la panissa, che a differenza della versione vercellese, non prevede l'utilizzo dei fagioli.
Altri alimenti locali sono la raspadüra, la trippa consumata soprattutto nel periodo della Fiera di Codogno ed i oss da mort, biscotti di pastafrolla serviti durante il giorno dei morti.

## Geografia antropica
Il territorio comunale comprende oltre al capoluogo la frazione di Retegno.

## Economia

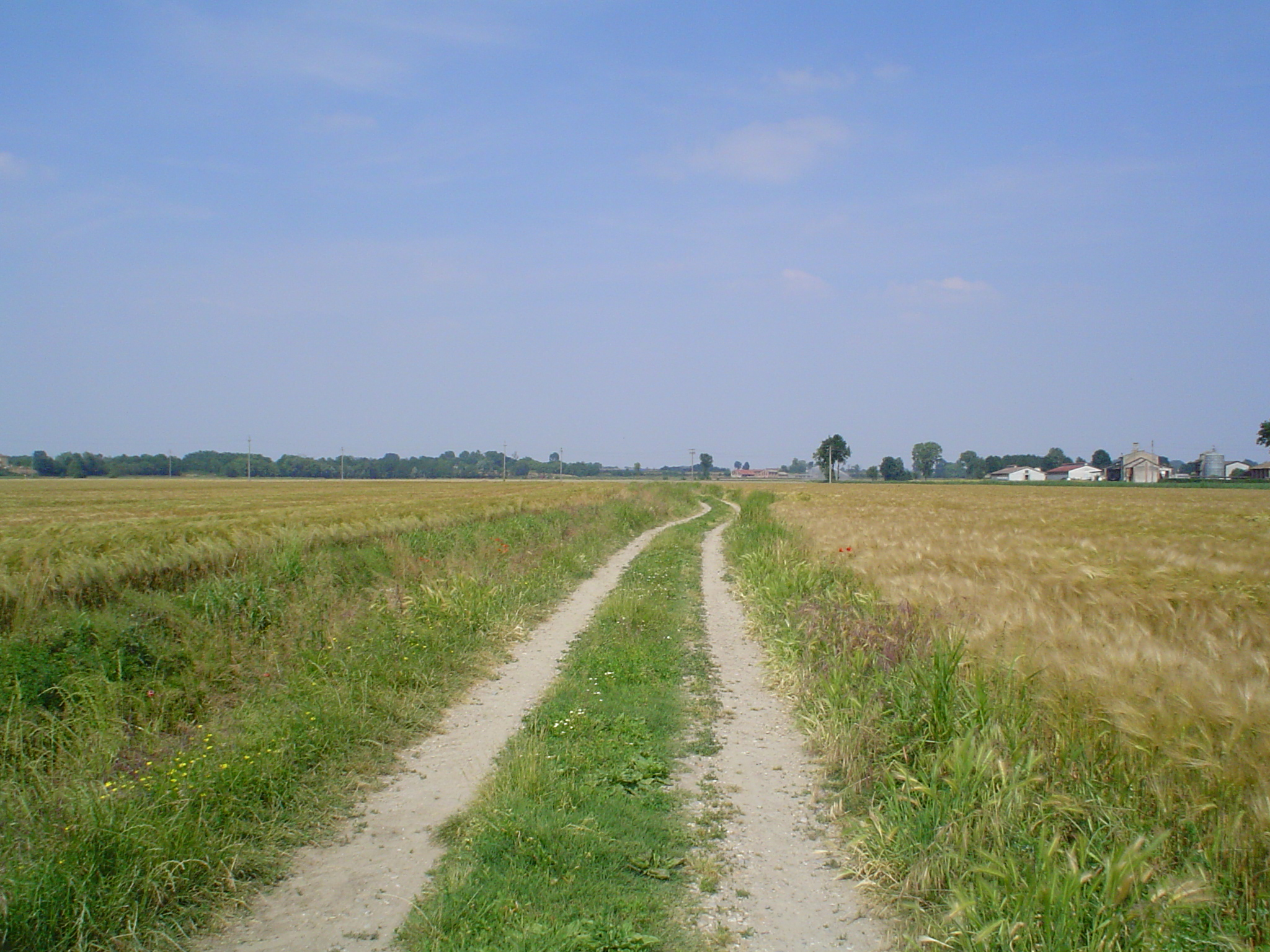
Campi di Fombio coltivati a frumento

L'agricoltura ha avuto un ruolo importante nell'economia di Fombio; il terreno ora è per la maggior parte adibito alla coltura del mais, anche se non mancano campi dedicati alla coltivazione del frumento, di altri cereali, di legumi, pomodori e foraggio.
L'allevamento di bovini da carne e da latte, anch'esso un tempo assai sviluppato, è andato progressivamente a scomparire. Alcune storiche cascine giacciono oggi abbandonate nell'attesa di una futura destinazione residenziale o commerciale.
L'attività secondaria negli ultimi anni si è molto espansa, soprattutto nel polo industriale che Fombio condivide con Codogno. Tra le imprese spiccano industrie chimiche, meccaniche, di materie plastiche e l'azienda leader in Italia per la produzione di terricci e substrati
Nonostante la presenza di numerose aziende, è grande il flusso pendolaristico diretto verso Milano, Lodi e Piacenza.

## Infrastrutture e trasporti
Oltre ad aver perso contatto con il Po, Fombio non è più nemmeno direttamente attraversato dalla Via Emilia.
L'antica via, oggi classificata come strada statale con denominazione SS 9, dagli anni novanta ha deviato il suo tragitto con una tangenziale a doppia carreggiata su quattro corsie senza incroci a raso, che lambisce il paese a sud-ovest senza intersecarlo. Il vecchio tratto della Via Emilia declassato è divenuto una strada provinciale.
Il Comune, sempre a sud-ovest, è lambito anche dal passaggio della Ferrovia ad Alta Velocità.

## Amministrazione
Segue un elenco delle amministrazioni locali.
| Periodo | Periodo   | Primo cittadino   | Partito                     | Carica  | Note |
| ------- | --------- | ----------------- | --------------------------- | ------- | ---- |
| 1946    | 1951      | Vasco Betti       |                             | Sindaco |      |
| 1951    | 1956      | Davide Zanotti    |                             | Sindaco |      |
| 1956    | 1960      | Angelo Omini      |                             | Sindaco |      |
| 1960    | 1975      | Pietro Ghidoni    |                             | Sindaco |      |
| 1975    | 1989      | Erminio Pettinari |                             | Sindaco |      |
| 1989    | 1999      | Luigino Corvi     |                             | Sindaco |      |
| 1999    | 2004      | Vincenzo Anelli   |                             | Sindaco |      |
| 2004    | 2014      | Davide Passerini  | lista civica (centrodestra) | Sindaco |      |
| 2014    | 2019      | Franco Stefanoni  |                             | Sindaco |      |
| 2019    | in carica | Davide Passerini  |                             | Sindaco |      |